# Liste d'écrivains canadiens de science-fiction
Cette page présente une liste d'écrivains canadiens de science-fiction.

## Classification par siècles
Le classement dans telle ou telle section se fait en fonction des années les plus « productives » des personnalités sur le plan littéraire.

### XIXesiècle
- Grant Allen (1848-1899)
- Robert Barr (romancier) (1849-1912)

### XXesiècle
- Jean-Pierre April (1948-…)
- Margaret Atwood (1939-…)
- Robert Barr (romancier) (1849-1912)
- Sylvie Bérard (1965-…)
- Alain Bergeron (1950-…)
- Pierre Billon (écrivain) (1937-…)
- Joël Champetier (1957-2015)
- Martin Charbonneau (1972-…)
- John Clute (1940-…)
- Michael Coney (1932-2005)
- Maurice G. Dantec (1959-2016)
- Pauline Gedge (1945-…)
- Tanya Huff (1957-…)
- Donald Kingsbury (1929-…)
- Gordon Korman (1963-…)
- Claude Le Bouthillier (1946-2016)
- Edna Mayne Hull (1905-1975)
- Judith Merril (1923-1997)
- Paul Ohl (1940-…)
- Francine Pelletier (1959-…)
- Spider Robinson (1948-…)
- Esther Rochon (1948-…)
- Geoff Ryman (1951-…)
- Robert J. Sawyer (1960-…)
- Karl Schroeder (1962-…)
- Daniel Sernine (1955-…)
- Norbert Spehner (1943-…)
- Stephen Michael Stirling (1953-…)
- Michel Tremblay (1942-…)
- Jean-Louis Trudel (1967-…)
- A. E. van Vogt (1912-1920)
- Élisabeth Vonarburg (1947-…)
- Andrew Weiner (1949-…)
- Robert Charles Wilson (1953-…)

### XXIesiècle
- Jean-Pierre April (1948-…)
- Margaret Atwood (1939-…)
- Sylvie Bérard (1965-…)
- Alain Bergeron (1950-…)
- Pierre Billon (écrivain) (1937-…)
- Stéphan Bilodeau (1967-…)
- Mehdi Bouhalassa (1973-…)
- Joël Champetier (1957-2015)
- Martin Charbonneau (1972-…)
- John Clute (1940-…)
- Michael Coney (1932-2005)
- Maurice G. Dantec (1959-2016)
- Maxime Roy-Desruisseaux (1987-…)
- Cory Doctorow (1971-…)
- Mathieu Fortin (1979-…)
- Éric Gauthier (1975-…)
- Nalo Hopkinson (1960-…)
- Tanya Huff (1957-…)
- Drew Karpyshyn (1971-…)
- Gordon Korman (1963-…)
- Louis Laforce (1975-…)
- Michèle Laframboise (1960-…)
- Claude Le Bouthillier (1946-2016)
- Martin Lessard (1971-…)
- Michel J. Lévesque (1971-…)
- François-Xavier Liagre (1962-…)
- Laurent McAllister (pseudonyme)
- Yves Meynard (1964-…)
- Francine Pelletier (1959-…)
- Spider Robinson (1948-…)
- Michelle Rowen (1971-…)
- Geoff Ryman (1951-…)
- Robert J. Sawyer (1960-…)
- Karl Schroeder (1962-…)
- Daniel Sernine (1955-…)
- Norbert Spehner (1943-…)
- Stephen Michael Stirling (1953-…)
- Dennis E. Taylor
- Michel Tremblay (1942-…)
- Jean-Louis Trudel (1967-…)
- Élisabeth Vonarburg (1947-…)
- Peter Watts (1958-…)
- Andrew Weiner (1949-…)
- Robert Charles Wilson (1953-…)

## Classification par lieux

### Écrivains québécois
- Jean-Pierre April (1948-...)
- Sylvie Bérard (1965-…)
- Alain Bergeron (1950-…)
- Pierre Billon (écrivain) (1937-…)
- Stéphan Bilodeau (1967-…)
- Mehdi Bouhalassa (1973-…)
- Joël Champetier (1957-2015)
- Martin Charbonneau (1972-…)
- Maurice G. Dantec (1959-2016)
- Maxime Roy-Desruisseaux (1987-…)
- Mathieu Fortin (1979-…)
- Éric Gauthier (1975-…)
- Gordon Korman (1963-…)
- Louis Laforce (1975-…)
- Martin Lessard (1971-…)
- Michel J. Lévesque (1971-…)
- François-Xavier Liagre (1962-…)
- Yves Meynard (1964-…)
- Paul Ohl (1940-…)
- Francine Pelletier (1959-…)
- Esther Rochon (1948-…)
- Daniel Sernine (1955-…)
- Norbert Spehner (1943-…)
- Michel Tremblay (1942-…)
- Élisabeth Vonarburg (1947-…)

### Autres écrivains
- Grant Allen (1848-1899)
- Margaret Atwood (1939-…)
- Robert Barr (romancier) (1849-1912)
- John Clute (1940-…)
- Michael Coney (1932-2005)
- Cory Doctorow (1971-…)
- Pauline Gedge (1945-…)
- Nalo Hopkinson (1960-…)
- Tanya Huff (1957-…)
- Drew Karpyshyn (1971-…)
- Donald Kingsbury (1929-…)
- Michèle Laframboise (1960-…)
- Claude Le Bouthillier (1946-2016)
- Edna Mayne Hull (1905-1975)
- Laurent McAllister (pseudonyme)
- Judith Merril (1923-1997)
- Spider Robinson (1948-…)
- Michelle Rowen (1971-…)
- Geoff Ryman (1951-…)
- Robert J. Sawyer (1960-…)
- Karl Schroeder (1962-…)
- Stephen Michael Stirling (1953-…)
- Jean-Louis Trudel (1967-…)
- A. E. van Vogt (1912-1920)
- Peter Watts (1958-…)
- Andrew Weiner (1949-…)
- Robert Charles Wilson (1953-…)

## Romancières canadiennes de science-fiction
- Margaret Atwood (1939-…)
- Sylvie Bérard (1965-…)
- Pauline Gedge (1945-…)
- Tanya Huff (1957-…)
- Michèle Laframboise (1960-…)
- Edna Mayne Hull (1905-1975)
- Judith Merril (1923-1997)
- Francine Pelletier (1959-…)
- Esther Rochon (1948-…)
- Michelle Rowen (1971-…)
- Élisabeth Vonarburg (1947-…)